# Фотофон

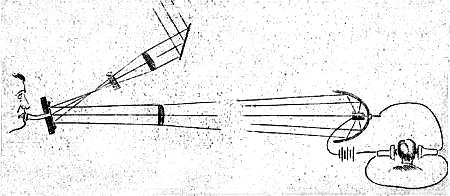
Зображення взято з роботи Александра Грема Белла 1880 року.

Фотофон — пристрій для передачі на відстань звуків за допомогою світла.
3 червня 1880 року Александер Грем Белл здійснив передачу першого безпровідного телефонного повідомлення за допомогою щойно винайденого ним фотофона. Белл був переконаний, що фотофон став його найвидатнішим винаходом. Пристрій використовував світловий промінь для передачі звуку. З 18 патентів виданих Беллу на його ім'я, та 12 у яких він мав співавторство, чотири були пов'язані з фотофоном.
Прилад використовував елемент з кристалічного селену як приймач. Електричний опір цього матеріалу змінюється в залежності від освітлення (опір більший у темряві, менший при освітленні). Ідея фотофону полягала у модуляції світлового променя: змінна інтенсивність освітлення фотоприймача викликає відповідну зміну його опору, що може бути використано для відтворення звуку. Модуляція світлового променя здійснювалась за допомогою чутливого дзеркала, здатного вигинатися під дією звукових хвиль (таким чином фокусуючи або розсіюючи промінь).
У одному експерименті у Вашингтоні Беллу і його колезі Чарльзу Самнеру Тейнтеру вдалося впевнено провести розмову на відстані близько 210 метрів, використовуючи звичайний сонячний промінь як джерело світла. Приймачем слугувало параболічне дзеркало з селеновим фотоелементом у фокальній точці. Елемент змінював опір у межах 300—100 Ом.
Фотофон був надзвичайно важливим винаходом, але минуло багато років перед тим, як значимість роботи Белла було повністю усвідомлено і визнано. Фотофон Белла був не захищений від зовнішніх впливів, таких як хмарність або туман, які перешкоджали передачі. Лише з появою оптичного волокна передача сигналів за допомогою світла почала набирати практичного застосування.

## Інтернет-ресурси
- Alexander Graham Bell's Photophone [Архівовано 25 грудня 2021 у Wayback Machine.]
- Das Photophon [Архівовано 13 березня 2018 у Wayback Machine.]